# San Lorenzo della Costa

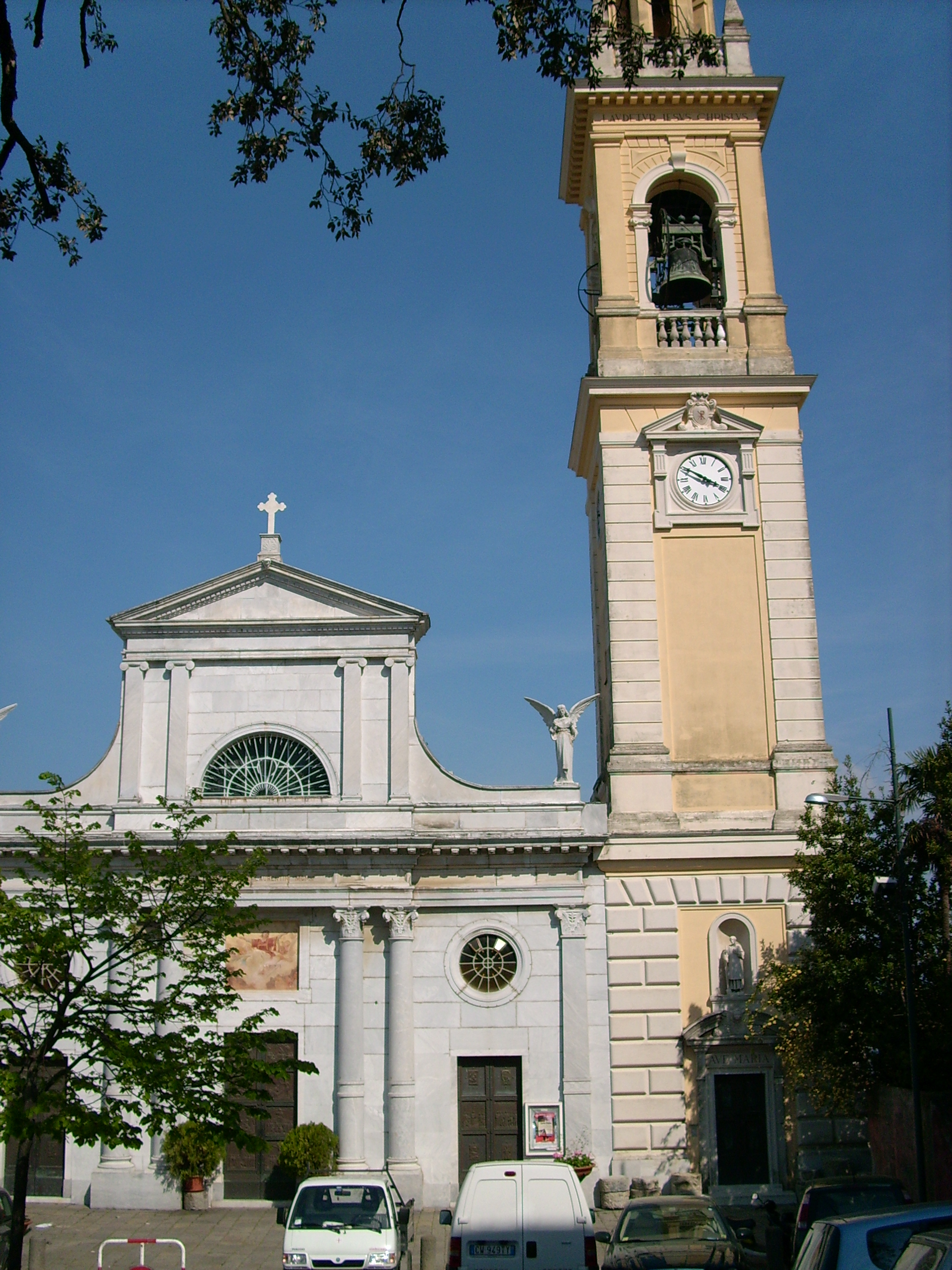
Kerk van San Lorenzo della Costa

San Lorenzo della Costa is een plaats (frazione) in de Italiaanse gemeente Santa Margherita Ligure.